# Rafael Larco Herrera
Teófilo Rafael Andrés Wenceslao Larco Herrera (Lima, 22 de julio de 1872 - Lima, 14 de marzo de 1956) político, empresario y filántropo peruano. Fue primer vicepresidente del Perú durante el primer Gobierno de Manuel Prado (1939-1945), así como ministro de Relaciones Exteriores y ministro interino de Hacienda y Comercio, en la Junta de Gobierno presidida por David Samanez Ocampo (1931).

## Biografía
Fue hijo de Rafael Larco Bruno y Josefina Herrera Medina. Uno de sus hermanos sería el político Víctor Larco Herrera. Se educó en el Colegio de San Juan en Trujillo y en el Colegio Internacional de Lima.
Fue administrador de las haciendas Chiquitoy y Chiclín, pertenecientes a su familia, en 1890 y 1895. 
En 1896, fue presidente del Partido Radical y, en 1897, de la Asamblea Patriótica del Valle de Chicama.
En 1900, se casó con Esther Hoyle Castro con quien tuvo tres hijos: Rafael Larco Hoyle, Constante Larco Hoyle y Javier Larco Hoyle. Rafael Larco Hoyle llegaría a ser un reconocido arqueólogo y estudioso peruano.
Entre 1901 y 1922 ejerció la gerencia de la negociación agrícola Chiclín, en el cual desarrolló un novedoso programa social (escuela para los hijos de los operarios, así como casas y orientación sanitaria para estos).
Desde fines de la década de 1910 y a lo largo de la década de 1920 realizó varios viajes a Estados Unidos y Europa, con el fin de estudiar las mejoras de la industria agrícola.
En 1931 fue designado ministro de Relaciones Exteriores y ministro interino de Hacienda, durante la Junta Nacional de Gobierno presidida por David Samanez Ocampo, sucediendo al coronel Ernesto Montagne Markholz. Ese mismo año adquirió la empresa editora del diario La Crónica y la revista Variedades. Fue presidente del Directorio de La Crónica durante cerca de 30 años.
Entre 1939 y 1945 fue Primer Vicepresidente de la República, en el primer gobierno de Manuel Prado Ugarteche. Y aunque después se retiró de la vida pública, continuó realizando viajes al extranjero con el fin de promover el entendimiento internacional en el mundo de la postguerra.
Estuvo vinculado a la presidencia de la Unión Patriótica y de la Colecta Nacional en Trujillo. Fue miembro de la Sociedad Geográfica del Perú, de la Sociedad de Historia y Geografía en Ciudad de México, de la Sociedad de Historia y Arqueología en Lima, de la Institución Histórica Americana de Relaciones Culturales en Madrid y de la National Geographic Society en Washington D. C..
De la colección privada que poseía en la Hacienda de Chiclín, su hijo, Rafael Larco Hoyle, fundaría el Museo Arqueológico Rafael Larco Herrera (hoy Museo Larco) en honor a su padre.
Falleció a los 83 años.

## Publicaciones
- La vida y la obra de Goya (1929).
- Apuntes sobre la vida y la obra de Velásquez (1930).
- Por la unidad americana (1945).
- América en las trincheras de la democracia (1946).
- Hacia un congreso americano de hombres libres (1947).
- Memorias (1947).
- Por la ruta de la confederación americana (1948).
- La última carta de la democracia (1952).
- El espíritu, arma de la paz (1953).

## Condecoraciones
- Caballero de la Orden del Mérito Agrario, Francia.
- Oficial de la Legión de Honor, Francia.
- Caballero de la Orden de Alfonso XII, España.
- Gran Cruz de la Orden del Sol, Perú.
- Orden del Águila Azteca, México.

- Gran Oficial de la Orden Al Mérito, Chile.

| Predecesor: Ernesto Montagne Markholz | Ministro de Relaciones Exteriores del Perú 11 de marzo de 1931 a 25 de julio de 1931 | Sucesor: José Gálvez Barrenechea |
| Predecesor: -                         | Ministro de Hacienda y Comercio del Perú (interino) 1931                             | Sucesor: -                       |
| Predecesor: Ernesto Montagne Markholz | Primer Vicepresidente del Perú 8 de diciembre de 1939 a 28 de julio de 1945          | Sucesor: José Gálvez Barrenechea |